# Leon Klassen
Leon Klassen (russisch Леон Классен; * 29. Mai 2000 in Bad Neuenahr-Ahrweiler) ist ein russisch-deutscher Fußballspieler, der aktuell beim SV Darmstadt 98 spielt.

## Karriere
Klassen, der als Sohn eines Russen und einer Russlanddeutschen in Bad Neuenahr geboren wurde, begann beim SC Bad Bodendorf mit dem Fußballspielen. Nach Stationen bei der TuS Koblenz und beim 1. FC Köln wechselte er 2017 zum TSV 1860 München. Obwohl er noch zum Kader der U19 gehörte, bestritt er in der Saison 2017/18 bereits 14 Spiele für die zweite Mannschaft in der Bayernliga Süd, wo er ein Tor sowie zwei Vorlagen beisteuerte. Am letzten Spieltag der Regionalligasaison 2017/18 kam er zum ersten Mal in der Profimannschaft der Sechziger zum Einsatz und spielte 90 Minuten durch. Beim 4:1-Sieg über die SpVgg Bayreuth bereitete er ein Tor vor. In der Saison 2018/19 gehörte er ebenfalls zum Kader der Bayernliga-Mannschaft und kam auf 20 Einsätze (ein Tor; zwei Vorlagen). Hinzu kamen zwei Profieinsätze im bayerischen Verbandspokal. Aufgrund seiner konstant guten Leistungen rückte er in der Saison 2019/20 endgültig in den Profikader der Löwen auf und kam am 3. Spieltag zu seinem ersten Einsatz in der 3. Liga, als er in der 87. Minute für Benjamin Kindsvater eingewechselt wurde. Wenige Sekunden später bereitete er das Tor zum 3:0-Endstand vor. Am 7. Spieltag stand Klassen zum ersten Mal in der Startelf gegen den Chemnitzer FC und erzielte mit dem 1:0-Endstand in der 76. Minute in derselben Partie sein erstes Tor im Profifußball. In zwei Spielzeiten im Profikader der Münchner kam er zu insgesamt 26 Drittligaeinsätzen, in denen er zwei Tore machte.
Zur Saison 2021/22 wechselte Klassen zum österreichischen Bundesligisten WSG Tirol. Für die WSG kam er insgesamt zu 17 Einsätzen in der Bundesliga. Im Januar 2022 wechselte der Russe erstmals nach Russland und unterschrieb bei Spartak Moskau einen bis Juni 2025 laufenden Vertrag. Hier kam er bis zum Sommer 2024 auf 18 Ligaeinsätze.
Ende August 2024 wechselte er nach Dänemark zu Lyngby BK. Nach einem Jahr wechselte er zum SV Darmstadt 98.